# Бретнак, Шиана
Шиана Бретнак (ирл. Séanna Breathnach), при рождении Шиана Уолш (англ. Séanna Walsh, род. 1957, Шорт-Стрэнд) — ирландский националист, член Ирландской республиканской армии («временного» крыла) и деятель партии Шинн Фейн. Из 26 лет службы в ИРА он провёл 21 год в тюрьме.

## Биография
Родился в белфастском квартале Шорт-Стрэнд на востоке города. Некоторое время жил на Рэйвенхилл-Авеню, пока ольстерские лоялисты не выгнали семью Уолшей из дома. Прадедушка Шианы, проживавший в том же районе, погиб от рук ольстерских полицейских в первые годы существования Ирландии.
В ИРА Уолш (он же Бретнак) попал в 1971 году. В 1973 его арестовала полиция за грабёж банка, а суд отправил его на пять лет за решётку в тюрьму Мэйз. Имея особый статус, Уолш установил контакты с Бобби Сэндсом. В мае 1976 года он был освобождён, но потом арестован за незаконное хранение оружия (охотничье ружьё) и отправлен уже на 10 лет тюрьмы. К тому моменту особые статусы для заключённых-членов ИРА были отменены, что вылилось в одеяльный протест, в котором и участвовал Уолш.
В 1981 году после голодовки он возглавил группу заключённых, ставшей фактически ячейкой ИРА в тюрьме. Спустя 7 лет и 7 месяцев его освободили, но вскоре отправили опять в тюрьму за изготовление взрывчатки и взрывных устройств, на этот раз уже на 22 года. Пребывая в тюрьме на Крамлин-Роуд, он опять возглавил ячейку ИРА из заключённых, не прекращая свою деятельность. Только в 1998 году после Белфастского соглашения Бретнак был освобождён окончательно по амнистии.
Бретнак женат на Шинид Мур, одной из деятельниц ирландского республиканского движения, у них родились две дочери (младшей из них было всего две недели, когда Шиана был арестован). Сейчас он занимается политической деятельностью в Шинн Фейн. В 2005 году ИРА выпустила DVD-диск с обращением Военного совета ИРА о прекращении вооружённой борьбы (на видео был и Бретнак). Бретнак стал первым членом ИРА с 1972 года, который официально выступал без маски.